# 슈와

슈와를 나타내는 국제 음성 기호.

언어학에서 슈와(schwa, ə)는 다음과 같이 쓰인다.
- 중설 중모음
- 중설 중모음이 아니더라도, 특정 언어에서 강세와 성조가 없는 모음을 나타내는 기호.
- 특정 언어에서 삽입(epenthesis)된 모음.